# Úvalno
Úvalno település Csehországban, Bruntáli járásban. Úvalno Býkov-Láryšov, Brumovice és Krnov településekkel határos. Lakosainak száma 982 fő (2024. január 1.).

## Népesség
A település lakosságának változását az alábbi diagram mutatja:
| Lakosok száma | 1013 | 1232 | 1461 | 1050 | 966  | 954  | 974  | 977  | 988  | 982  |
|               | 1869 | 1890 | 1921 | 1950 | 1980 | 2001 | 2017 | 2019 | 2022 | 2024 |